# Roder Alajos
Roder Alajos, olykor Róder névformában is (Kisbény, [Esztergom megye], 1812. szeptember 4. – Budapest, 1878. március 4.) teológiai doktor, nagyváradi kanonok, egyetemi tanár.

## Élete
A gimnáziumot Tatán és Székesfehérvárt végezte, a bölcseleti tudományokat 1830-tól 1835-ig Nagyszombatban, a hittaniakat Pesten; 1835-ben fölszenteltetett. Káplán volt Budavárban, 1840-41-ban pesti helyettes egyetemi szónok és hittanár, 1841 végén felsőludányi plébános; 1850-től a felsőbb neveléstudomány egyetemi rendes tanára és hitszónok. 1859-ben a felsőbb neveléstudományok nyilvános rendes tanárává, december 23-án esztergomi tiszteletbeli kanonokká neveztetett ki. Ez időben ő felségétől doktori címet kapott. 1861-ben a Szent István Társulat másodelnöke, 1862-1866-ban a budapesti középiskolák érseki biztosa volt. 1866 februárjában a budapesti tanulmányi kerület királyi főigazgatói teendőinek vezetésével bizatott meg. 1867-ben a pesti egyetem rektorává választatott; ugyanazon évben nagyváradi kanonokká neveztetett ki, majd széplaki apáttá. 1869-ben a nagyváradi püspök oldalkanonokja, és a Szent József-intézet igazgatója, 1870-ben a nagyváradi, 1872 februárban a budapesti papnevelő-intézet kormányzója lett. 1872-ben a Szent László-társulat alelnökévé választatott. 1877. május 9-én középszolnoki főesperes lett.
Még a századforduló is használták 1850-es években írt népiskolai hittankönyveit, amelyek a magyarországi nemzetiségek nyelvén is megjelentek. Munkáival segíteni szándékozott a lelkipásztorkodó papságnak a katekézisben és a prédikációkészítésben.

## Írásai
Cikkei a pesti növendékpapság Munkálataiban (III. 1836. Tanítások az Istenről); az Anastaziában (1838. Sz. Annáról, egyházi ének); a Magyar Szionban (1838. A földi inségek becse, vigasztalásul napjainkban, Még barátaink is csábítóink lehetnek); az Egyházi Tárban (XIII. 1839. Jézusnak már halálakor történt megdicsőitéséről); a Religió és Nevelésben (1841. I. VII. Pius pápa s Napoleon Fontainebleauban); az Egyházi Tudósításokban (1841. I. Korbély Antal, ildai apát, nagyváradi kanonok); a Religioban (1856. Néhány szó az egyházi szónoklatokról); a Pázmány-Füzetekben (1859. III. széttekintés a homiletika és katehetika irodalmában); az Egyetemes Magyar Encyclopaediának is munkatársa volt.

## Munkái
- Egyházi énekek. A keresztény katholikus hivek számára. Buda, 1837.
- Der christliche Bürger in einer Kanzelrede am Festtage des heiligen Stephan ersten Königs von Ungarn, geschildert in der Festung Ofen 1839. Uo.
- Egyházi szózat, melyet fönséges Károly cs. kir. főherczeg elhunyta felett az Esztergom-Szent-Tamás mezővárosi kápolnában Turszky lovag nevét viselő 62. számú magyar gyalogezrednek helyben tanyázó 7. századja által tartott egyházi gyászünnepély alkalmával mondott. Esztergom, 1847.
- Szózat a kath. ker. hivekhez. Buda, 1848.
- Bibliai történetek kisebb gyermekek számára. Pest, 1850. (2. kiadás 1851., 3. k., 4. k. kiadja a jó és olcsó könyvkiadó-társulat 1852., 5. k. 1853., 8. k. 1854., 9. k. 1855., 11. k. 1856., 12. és 13. 1857., 14. k. 1858. Uo. 22. és 23. k. 1865., 25. k. 1868., 27. k. 1870., 31. k. Eger 1874., 32. k. 1875., 38. k. 1879., 42. k. 1882., 46. k. 1885., 48. k. 1886., 49. k. 1887., 50. k. 1888. Uo. 54. k. Bpest, 1893., 57. k. Eger, 1898., 58. k. 1899., 60. k. 1901., 62. k. 1893. Uo. Németül: Pest, 1851., 4. k. 1854., 6. k. 1855., 7. kiad. 1856., 9. k. 1857., 10. k. 1858. Uo. stb. 35 kiadás Eger, 1902; megjelent tótul, szerbül és vendül is több kiadásban.)
- Bibliai történet. Iskolai könyvül nagyobb gyermekek számára. Kiadja a jó és olcsó könyvkiadó-társulat. Uo. 1852. (2. kiadás 1856. Uo. 7. k. Eger, 1874., 12. k. 1889. Uo. 15. k. Bpest, 1893. 16. k. 1894. Uo. 18. k. Eger, 1898., 19. k. Bpest, 1900., 20. k. Uo. 1902.)
- Bibliai történet. Iskolai könyvül, középkoru gyermekek számára. Kiadja a szent István-társulat. Uo. 1855. (Több kiadást ért, így Pest, 1864. és 68., Eger, 1874. és 1875., 37. k. 1878., 44. k. 1886., 46. k. 1888., 47. k. 1888. Uo. 52. k. Bpest, 1893., 53. k. 1894., 54. k. 1896., 55. k. 1899., 56. k. 1901. Uo. Vendül: Eger, 1873. Németül: Pest, 1856., 2. kiadás. 1860. Tótul: Uo. 1858.)
- Szent beszéd Andód helység új templomának fölszentelésekor. Komárom, 1858.
- Egyházi beszéd, midőn a cs. kir. pesti m. egyetemnek új fénybe öltözött temploma ő eminentiája Scitovszky János bibornok herczegprimás és esztergomi érsek által, ő cs. kir. fönsége Albrecht főherczeg, Magyarország főkormányzója jelenlétében 1858. decz. 28-án az isteni szolgálatnak újra megnyittatott. Pest, 1859.
- Egyházi énekfüzér a pesti m. ki. egyetemi isteni szolgálathoz. Uo. 1859. (és 1861.).
- A magyar nemzet nagyságának és dicsőségének megalapítása első apostoli királya, Szent István által országos ünnepén 1860-ban egyházi beszédben elmondva a budavári főtemplomban. Uo. 1860.
- A magyarok Nagyasszonyának dicsősége. Hirdetve Nagy-Boldogasszony ünnepén 1861-ben az esztergomi főtemplomban. Uo. 1861.
- Beszéd, melyet a m. kir. egyetem ujjáalakításának 88-dik évnapján 1868. jún. 25. mondott. Buda, 1868.
- A Deharbe négy: elemi-, kis-, közép- és nagy katekizmusa.

Szerkesztette a Szent István-Társulat kiadásában megjelent Pázmány Füzeteket, egyházi beszédek, homiliák, templomi és iskolai katekezisek gyűjteményét 1855-59-ben 4 kötetben